# Esercito del Sacro Romano Impero
L'Esercito del Sacro Romano Impero (in tedesco: Reichsarmee, Reichsheer o Reichsarmatur; in latino: Exercitus Imperii) fu l'esercito del Sacro Romano Impero. Creato nel 1422, venne destituito nel 1806 col crollo dell'Impero a seguito delle Guerre napoleoniche.
Malgrado l'apparenza, l'esercito imperiale non era un esercito permanente sempre al servizio dell'Imperatore, ma veniva costituito dai suoi vari elementi solo in caso di pericolo. La natura di questa particolarità era data dal fatto che l'esercito imperiale era difatti formato da piccoli eserciti dei signori affiliati col Sacro Romano Impero per alleanza.
Non è da confondere con l'esercito dell'imperatore che era quello personalmente pagato dal sovrano e levato nei territori esterni al Sacro Romano Impero.

## Storia
Dopo le rivolte degli hussiti, la Dieta imperiale del 1422 tenutasi a Norimberga creò l'Esercito imperiale del Sacro Romano Impero specificando che i contingenti delle truppe dovessero provenire dalle varie parti dell'Impero. Le guerre contro gli hussiti continuarono dal 1420 al 1434, anno nel quale ormai l'esercito imperiale aveva dato prova del proprio valore sul campo. Nel secolo successivo la grandezza dell'esercito venne controllata maggiormente soprattutto per regolare la spesa del mantenimento di un esercito. Alla Dieta di Worms del 1521 venne realizzata una commissione che stabilì la necessità di 20.063 fanti e 4.202 cavalieri (successivamente il dato venne semplificato in 20.000 e 4.000) e il costo mensile per il mantenimento dell'armata era conosciuto col nome di Romermonat ed era pari a 51.269 fiorini.

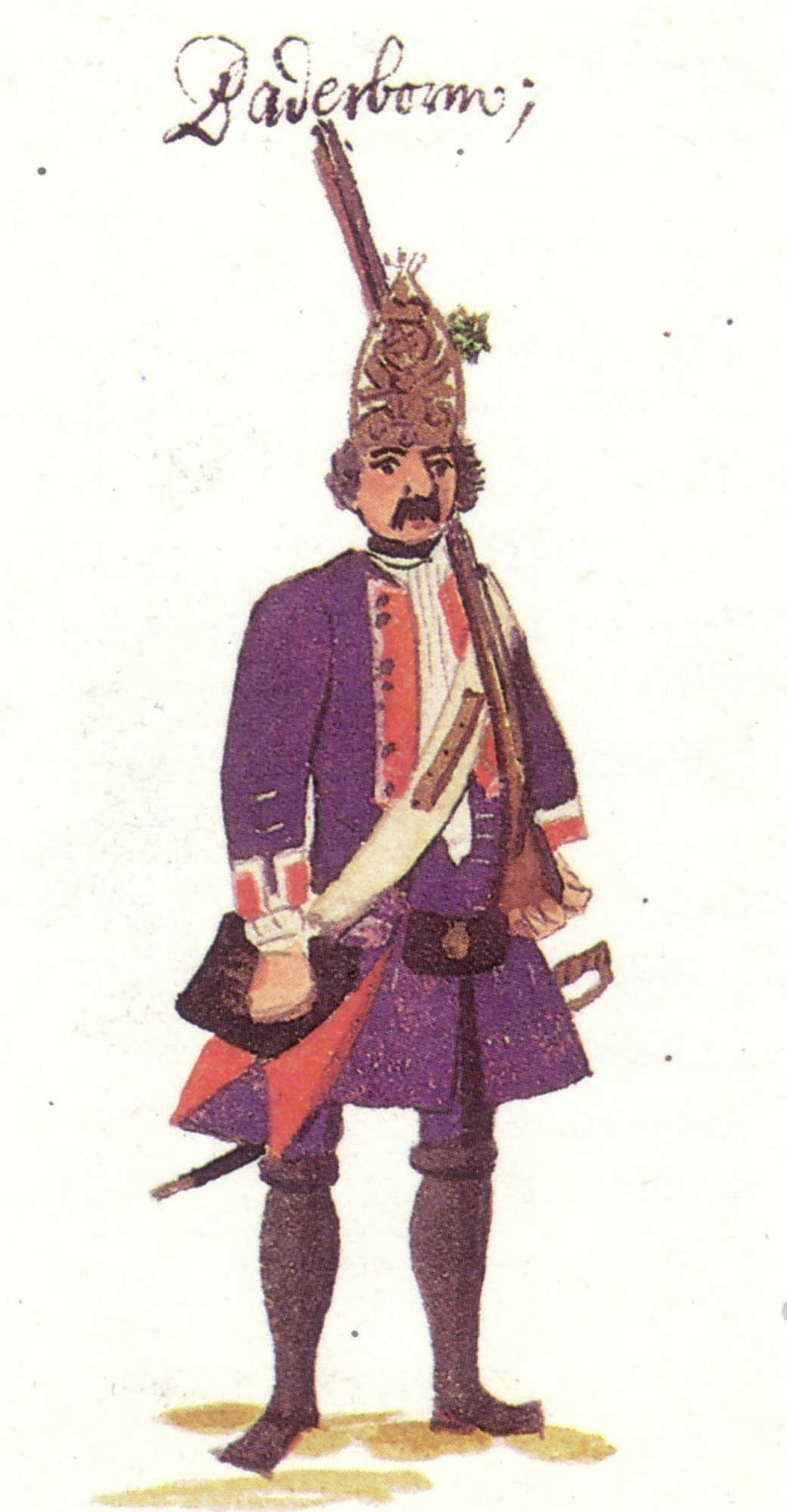
Un granatiere dell'Esercito imperiale (del reggimento di fanti di Paderborn, Circoscrizione del Basso Reno–Westfalia) all'assedio di Filisburgo, 1734, durante la guerra di successione polacca

Il Registro Imperiale (Reichsmatrikel o Heeresmatrikel) determinava i contributi da concedere ai singoli stati per il loro sforzo bellico e venne inaugurato nel 1422. Quando all'inizio del XVI secolo vennero istituiti i primi sei circoli imperiali dalla Dieta di Augusta, essi avevano il compito di fornire uomini e armi all'esercito imperiale, come pure proporzionalmente anche i principi elettori e infine anche i territori ereditari degli Asburgo che pure erano parti del Sacro Romano Impero. Questo almeno era l'aspetto teorico della faccenda, anche perché a livello pratico purtroppo non tutti i circoli fornivano regolarmente uomini in arme come avrebbero dovuto.
L'esercito imperiale giocò un ruolo fondamentale nella Guerra dei Trent'anni dal 1618 al 1648.
La Costituzione dell'Esercito Imperiale (Reichsdefensionalordnung) del 1681 determinò infine la composizione dell'esercito, fissando che i contingenti dovessero essere forniti dai vari "Circoli Imperiali" dell'Impero. La potenza totale dell'esercito (chiamata in latino Simplum) venne fissata ora a 40.000 uomini totali, di cui 28.000 fanti e 12.000 cavalieri con 2.000 dragoni. In casi di emergenza la grandezza dell'esercito poteva essere portata al doppio o al triplo della sua forza.
L'esercito era suddiviso in reggimenti che molto spesso non venivano pagati dall'Imperatore, ma da uomini di sua fiducia che finanziavano difatti l'esercito.

## L'organizzazione dell'esercito

### Conflitti d'interesse tra imperatore e principi
Data la natura federale dell'esercito imperiale, capitava che nell'ambito di conflitti particolarmente impegnativi non tutti i principi fornissero come da accordi un numero corrispondente di truppe. Ovviamente ogni provincia era tenuta a fornire un numero diverso di truppe a seconda della popolazione interna. Per questa particolarità tutte le aree dell'impero godevano del cosiddetto jus armoru ovvero del diritto di poter sollevare un esercito in caso di necessità e di porlo come da contratto al servizio dell'Imperatore (anche se in molti casi i singoli stati potevano appoggiare anche dei nemici dell'Impero, magari nella speranza di slegarsi da esso). I principi erano dunque il tassello più potente dell'esercito imperiale e da loro dipendeva anche la sopravvivenza stessa dell'istituzione e l'integrità dei suoi confini in quanto se una sola falla si fosse creata nel mantenimento dell'Impero, esso sarebbe stato in pericolo. Per questo motivo, i principi non sempre cedevano alle richieste dell'imperatore con facilità e talvolta si contentavano di versare un tributo all'Imperatore di modo che poi egli procedesse all'assoldaggio di mercenari.
Di tutte le province solo quelle direttamente confinanti con la Francia (ovvero la provincia del Basso Reno-Westfalia, quella del Reno e la Franconia) avevano organizzato in maniera permanente il sostentamento di un esercito, per ragioni politiche e di frequenti scontri con la vicina e potente nazione francese.
All'inizio della guerra di successione spagnola, la dieta imperiale riunitasi a Ratisbona nel 1702 tentò di creare in tutto l'impero un esercito permanente, ma le forti spese e la resistenza dei principi locali fece sì che tale accordo non venisse mai concluso.

### Alto comando
L'alto comando militare dell'esercito imperiale era nominalmente guidato dallo stesso imperatore, ma de facto era retto da un feldmaresciallo che fungeva da suo vice e diretto referente. Questa figura di alto profilo, in teoria doveva essere nominata congiuntamente dall'imperatore e dal Reichstag, ma accadeva spesso che venisse nominato dal solo imperatore sulla base delle proprie preferenze. A partire dalle disposizioni di Augusta del 1555, veniva solitamente nominato un feldmaresciallo cattolico e uno protestante.

### Composizione dell'esercito
| Circolo imperiale                  | Cavalleria al 1681 | Fanteria al 1681 | Elenco dei reggimenti                               |
| ---------------------------------- | ------------------ | ---------------- | --------------------------------------------------- |
| Provincia Austriaca                | 2.522              | 5.507            |                                                     |
| Provincia Borgognona               | 1.321              | 2.708            |                                                     |
| Provincia dell'Elettorato del Reno | 600                | 2.707            | Reggimenti della Provincia dell'Elettorato del Reno |
| Provincia di Franconia             | 980                | 1.902            | Reggimenti della Provincia di Franconia             |
| Circolo Bavarese                   | 800                | 1.494            | Reggimenti della Provincia Bavarese                 |
| Provincia Sveva                    | 1,321              | 2.707            | Reggimenti della Provincia Sveva                    |
| Provincia dell'Alto Reno           | 491                | 2.853            | Reggimenti della Provincia dell'Alto Reno           |
| Provincia del Basso Reno-Vestfalia | 1.321              | 2.708            | Reggimenti della Provincia del Basso Reno-Vestfalia |
| Provincia dell'Alta Sassonia       | 1.322              | 2.707            | Reggimenti della Provincia dell'Alta Sassonia       |
| Provincia della Bassa Sassonia     | 1.322              | 2.707            | Reggimenti della Provincia della Bassa Sassonia     |
| Totale                             | 12.000             | 28.000           |                                                     |

Gradualmente, nel corso della sua storia, e con l'aumento del numero di guerre nelle quali il Sacro Romano Impero venne coinvolto, l'esercito imperiale variò nella propria composizione e nel numero di uomini impiegati.
Tra la metà del XVII secolo e l'inizio del XVIII secolo, questi furono i numeri impiegati:
- Guerra austro-turca, 1662-1664: 82.700
- Guerra franco-olandese, 1672-1679: 132.350
- Guerra austro-turca, 1683-1689: 88.100
- Guerra dei Nove anni, 1688-1697: 127.410
- Guerra di successione spagnola, 1701-1714: 260.090

## La fine
L'esercito imperiale del Sacro Romano Impero terminò le proprie funzioni nel 1806, come risultato delle guerre rivoluzionarie francesi prima e di quelle napoleoniche poi. Nel 1804 le forze imperiali vennero di fatto ridotte ai soli territori austriaci e da quell'anno di fatto l'esercito assunse il titolo di Esercito Imperiale e Reale (Kaiserlich-königliche Armee), combattendo nelle battaglie di Ulma e Austerlitz nel 1805 e venendo poi sconfitto. Nel 1806 l'esercito francese organizzò gran parte dell'ex impero nella Confederazione del Reno, un gruppo di stati clienti dell'Impero francese, con un unico e comune esercito federale.